# ألان سوزا
ألان سوزا هو لاعب كرة قدم برازيلي في مركز الوسط، ولد في 8 مارس 2000 في ساو باولو في البرازيل. لعب مع نادي بالميراس.

## وصلات خارجية
- ألان سوزا على موقع قاعدة بيانات كرة القدم.إي يو (الإنجليزية)
- ألان سوزا على موقع Soccerway.com (الإنجليزية)